# Egadische Eilanden

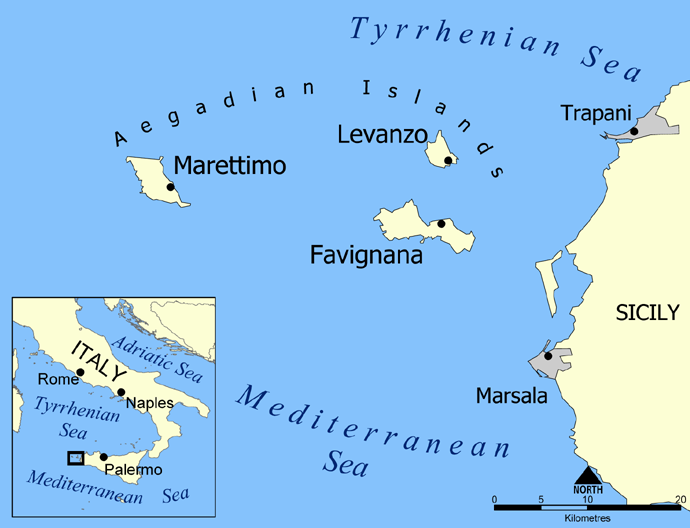
Kaart van de Egadische Eilanden

De Egadische Eilanden, ook wel Aegatische Eilanden genoemd, (Italiaans: Isole Egadi; Latijn: Aegates Insulae) zijn een groep kleine bergachtige eilanden in de Middellandse Zee voor de noordwestkust van Sicilië ter hoogte van de stad Trapani. De gezamenlijke oppervlakte van de eilanden is 37,45 km². Alle eilanden samen vormen de gemeente Favignana.

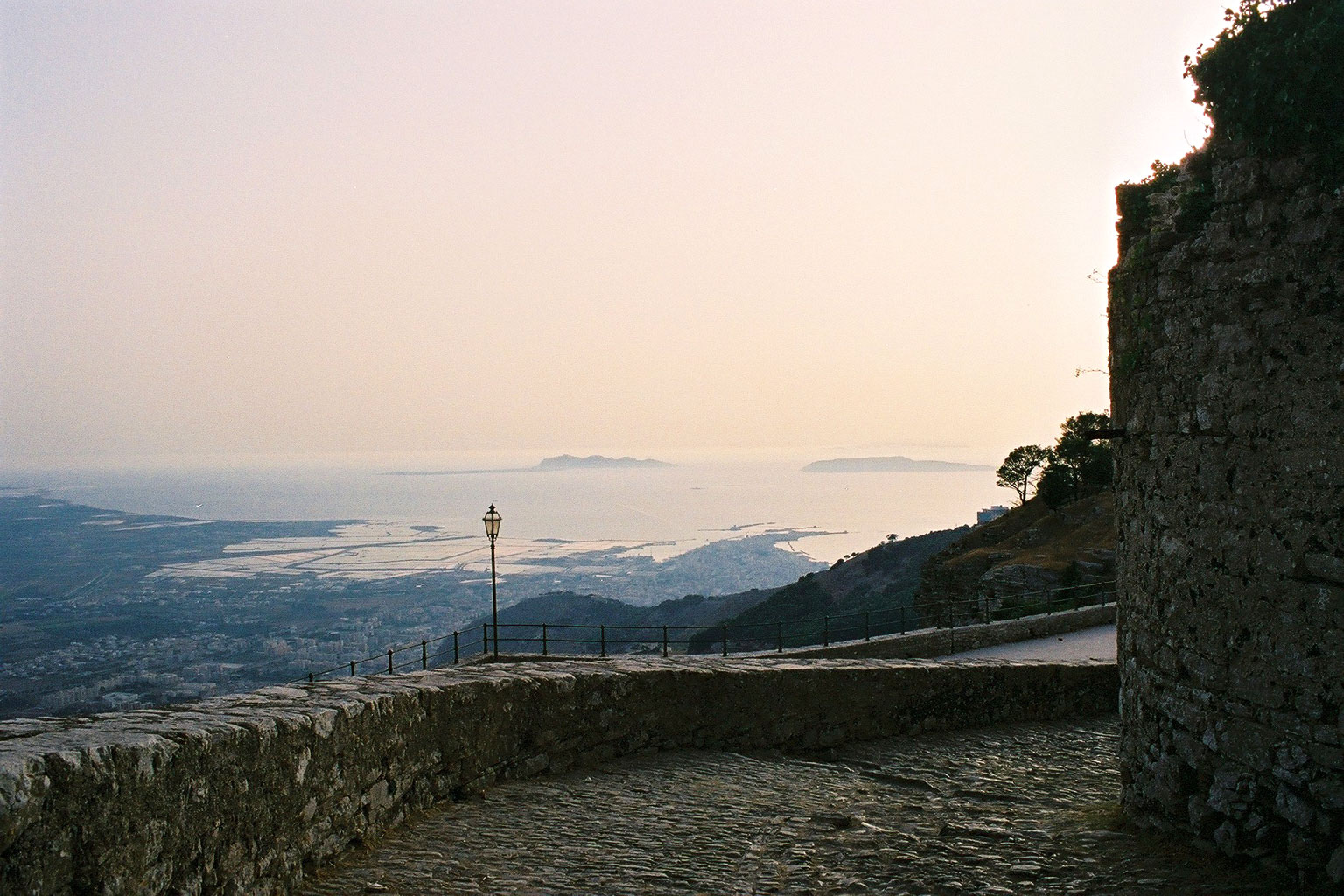
Gezicht op Favignana (links), Levanzo (rechts) en Marettimo (vaag aan de horizon) vanaf Erice. Op de voorgrond Trapani en zijn haven.

De grootste eilanden zijn Favignana, Levanzo en Marettimo. Favignana ligt vijftien kilometer ten zuidwesten van Trapani, terwijl Levanzo en Marettimo ten westen van die stad liggen, respectievelijk twaalf en 23 kilometer. Verder zijn er nog wat kleinere eilanden.
In grotten op de eilanden Favignana en Levanzo zijn rotstekeningen uit het Neolithicum en het Paleolithicum gevonden. De eilanden zijn echter bekender door de Slag bij de Egadische Eilanden die in 241 v.Chr. werd uitgevochten: hier werd de Eerste Punische Oorlog in het voordeel van het Romeinse Rijk beslist.